# بافيل شيلينغ

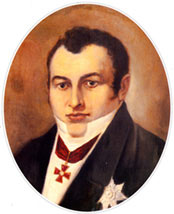
بافيل لفوفيتش شيلينغ

البارون بافيل لفوفيتش شيلينغ، المعروف أيضًا باسم بول شيلينغ (5 أبريل 1786، ريفال (حاليًا، تالين)، الإمبراطورية الروسية - سانت بطرسبرغ، روسيا، 25 يوليو 1837)، كان دبلوماسيًا من أصل ألماني بلطيقي عمل في خدمة روسيا في ألمانيا، والذي بنى التلغراف الكهربائي الرائد. والذي كان يتكون من نظام إبرة واحد يستخدم رموز التلغراف للإشارة إلى الرموز الموجودة في الرسالة.
تم إنشاء أول خط كابل لشيلينغ في شقته في سان بطرسبرغ. في عام 1832، أثبت شيلينغ انتقال الإشارات لمسافات طويلة عن طريق وضع تلغرافين من اختراعه - قيل إن جهازه هو أول تلغراف كهرمغناطيسي في العالم - في غرفتين مختلفتين من شقته. كان شيلينغ أول من وضع فكرة نظام ثنائي لنقل الإشارات موضع التنفيذ. أُختيرت مساهمات شيلينغ في التلغراف الكهربائي كعلامة بارزة في معهد مهندسي الكهرباء والإلكترونيات في عام 2009.

يُعرف أن أهم عرض في مجموعة التلغراف في متحف ألكساندر بوبوف المركزي للاتصالات ;متحف ألكساندر بوبوف المركزي للاتصالات هو تلغراف شيلينغ لعام 1832. تم إنشاء جهاز تجريبي عام 1835 على خط مترو أنفاق حول مبنى الأميرالية في سان بطرسبرغ. حيث كان من المقرر تشغيل هذا الخط بين كرنشتات وبيترهوف ولكنه ألغي بعد وفاة شيلينغ. 

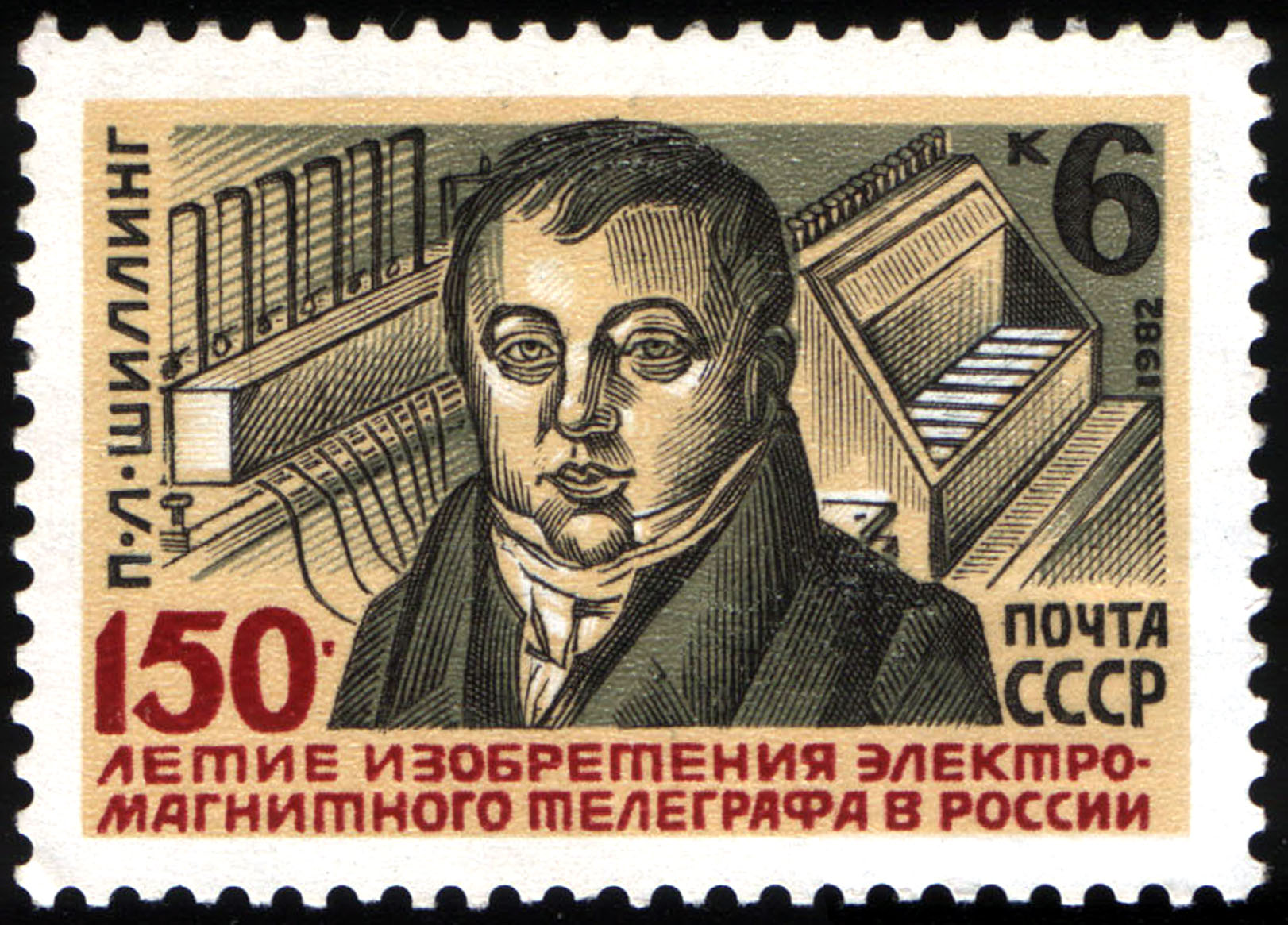
ختم الاتحاد السوفياتي المخصص لبافيل شيلينغ، 1982 (ميشيل 5200، سكوت 5069)